# Kanatžan Alibekov
Kanatžan Alibekov (rusky Канатжан Алибеков, kazašsky Қанатжан Әлібеков; * 1950) je kazašský lékař a mikrobiolog, který působil jako zástupce ředitele státního podniku Biopreparat odpovědného za podstatnou část sovětského programu výzkumu a výroby biologických zbraní. V roce 1992 emigroval do USA, kde speciální vyšetřovací komisi amerického ministerstva obrany poskytl podstatnou většinu důležitých informací o sovětském programu biologických zbraní.
Potvrdil Američanům, že SSSR prováděl rozsáhlý biologický zbrojní program, během kterého vyrobil stovky tun anthraxu a desítky tun moru a tularémie, přičemž v posledních letech na přelomu osmdesátých a devadesátých let 20. století vědci pracující pod jeho vedením pomocí biotechnologických metod upravili původce moru a anthraxu natolik, že by na ně neměla účinkovat běžná léčba ani očkování. Podle Alibekova SSSR vyráběl též zbraně na bázi upravených pravých neštovic a pokoušel se (zatím neúspěšně) vyrobit nové typy virů kombinací genomu pravých neštovic, eboly a Marburgu, VEE a machupo.
Svědectví doktora Alibekova rozšířilo a potvrdilo svědectví předchozích přeběhlíků: Arkadije Ševčenka (přeběhl 1975), Marka Popovského (1977) a Vladimira Pasečnika (1989).
Ve Spojených státech přijal Dr. Alibekov místo konzultanta společnosti Analex (dříve Hadron), která je jedním ze strategických dodavatelů amerického ministerstva obrany.
Ve své původní vlasti, která dosud kategoricky popírá existenci svého programu biologických zbraní, byl prohlášen za lháře a nikoli stíhán pro vlastizradu, které se technicky vzato vyzrazením utajovaných a strategicky důležitých informací dopustil.